# A Jimmy Neutron kalandjai epizódjainak listája
A Jimmy Neutron kalandjai (eredeti nyelven: The Adventures of Jimmy Neutron: Boy Genius) egy amerikai rajzfilmsorozat, amelyet a DNA Productions Inc. készített, és amelyet a Nickelodeon adott le, külföldön és Magyarországon is.

## Évados áttekintés
| Évad | Évad | Epizódok | Eredeti sugárzás   | Eredeti sugárzás   | Magyar sugárzás | Magyar sugárzás    |
| Évad | Évad | Epizódok | Évadpremier        | Évadfinálé         | Évadpremier     | Évadfinálé         |
| ---- | ---- | -------- | ------------------ | ------------------ | --------------- | ------------------ |
|      | 1    | 20 (34)  | 2002. július 20.   | 2004. február 13.  | 2004.           | 2004.              |
|      | 2    | 21 (27)  | 2003. augusztus 1. | 2004. november 11. | 2005.           |                    |
|      | 3    | 26 (32)  | 2004. július 9.    | 2006. november 25. |                 | 2010. december 11. |

## Bevezető rész
| Runaway Rocketboy! | Szökevény rakétasrác | 1998. szeptember 7. | Nem került bemutatásra |
| Miután Jimmyre rászóltak, hogy ne lője ki Carlt az űrbe, elszökik a rakétájával és rájön, hogy Goobot király és Ooblar át akarják venni az uralmat a Földön, de Jimmy meghiúsítja a tervüket és hazaér. Érdekesség: Ebben a próbaepizódban Jimmynek más a pólója, illetve Carl is máshogy néz ki. |                      |                     |                        |

## Film
| Jimmy Neutron: Boy Genius | Jimmy Neutron: A csodagyerek | 2001. december 21. | 2002. november 13. |
| Jimmy Neutron a világ legokosabb 11-éves kisfiúja. 210-es IQ-val rendelkezik, és bármit fel tud találni. Ebben a filmben üzenetet küldött az űrbe a marslakóknak. A Yolkus bolygón megtalálták ezt az üzenetet, és vezetőjük, Ötödik Goobot király (King Goobot V) elhatározza, hogy elrabolják a Föld összes szüleit. Jimmy-nek és két barátjának, Carl Wheezer-nek és Sheen Estevez-nek kell megállítani Goobotot és a gonosz űrlényeket. |                              |                    |                    |

## 1. évad
| # | #     | Eredeti cím                     | Magyar cím                    | Eredeti premier      | Magyar premier |
| --- | ----- | ------------------------------- | ----------------------------- | -------------------- | -------------- |
| 1 | 1     | When Pants Attack               | Amikor a nadrágok támadnak    | 2002. július 20.     |                |
| Mivel Jimmy Neutron szanaszét hagyta megint a nadrágjait, édesanyja eltiltja őt a mozitól. Hogy ne kelljen összeszedni a nadrágjait, nanochipeket ültet azokba, hogy helyre tegyék magukat. Terve rosszul sül el, a nadrágok megvadulnak és át akarják venni az uralmat. |       |                                 |                               |                      |                |
| 2 | 2     | Normal Boy                      | A hétköznapi fiú              | 2002. szeptember 6.  |                |
| 2 | 2     | Birth of a Salesman             | Az ügynök születése           | 2002. szeptember 6.  |                |
| Miután Jimmy anyja kijelenti hogy néha azt kívánja, bárcsak ne lenne zseni a fia, Jimmy rosszul érzi magát és átlagossá akarja magát tenni, de egy baleset miatt buta lesz. / Az iskolában édesség eladó versenyt rendeznek, és a nyertes nyer egy ingyen utazást Retrolandbe. Mivel Jimmytől nem vesz senki se, ezért feltalál egy szuperügynök robotot, aki azonban Jimmy cuccait adja cserébe. |       |                                 |                               |                      |                |
| 3 | 3     | Brobot                          | Roböcsi                       | 2002. szeptember 13. |                |
| 3 | 3     | The Big Pinch                   | Időutazás                     | 2002. szeptember 13. |                |
| Jimmy szeretne egy kistestvért, de mivel a szülei nem terveznek gyereket, ezért ő maga épít egyet, Roböcsit, akit azonban hamar megszeret mindenki. / Jimmy, hogy bebizonyítsa, Thomas Edison később fedezte fel az elektromosságot, mint Marconi a rádiót, egy időgép segítségével idejuttatja Edisont, aki szerelmes lesz a tanárnőbe, valamint időutazása kihatással lesz a történelemre. |       |                                 |                               |                      |                |
| 4 | 4     | Granny Baby                     | Nagyi bébi                    | 2002. szeptember 20. |                |
| 4 | 4     | Time is Money                   | Az idő pénz                   | 2002. szeptember 20. |                |
| Jimmy szülei elmennek egy nászútra és addig Neutron nagyi vigyáz Jimmyre. Mivel Jimmy unja nagymamája állandó beszélgetését, csecsemővé változtatja. / Jimmy lát a TV-ben egy reklámot arról, hogy kapható a teljes enciklopédia sorozat, azonban Jimmyéknek nincs rá elég pénze, ezért visszautazik az időbe, hogy apja dolgozzon együtt McSpankyvel és gazdagok legyenek. |       |                                 |                               |                      |                |
| 5 | 5     | I Dream of Jimmy                | Jimmyről álmodom              | 2002. szeptember 27. |                |
| 5 | 5     | Raise the Oozy Scab             | A kalózhajó kincse            | 2002. szeptember 27. |                |
| Carl éjszaka rosszat álmodott egy kísértetről, ami üldözte őt. Hogy megnyugtassa, Jimmy az álmába megy, hogy bebizonyítsa, nem létezik a lény. / Jimmyéknek egy előadást kell csinálni az óceán világáról. Jimmy épít egy tengeralattjárót, hogy megkeressék az elsüllyedt roncs kincsét. |       |                                 |                               |                      |                |
| 6 | 6     | Battle of The Band              | Tehetségkutató verseny        | 2002. október 4.     |                |
| 6 | 6     | Jimmy on Ice                    | Jimmy jégkorszaka             | 2002. október 4.     |                |
| Tehetségkutató verseny lesz az iskolában. Jimmy, Carl és Sheen alakítanak egy együttest, de veszekedés lesz a vége. / Nagy a hőség Retroville-ben, ezért Jimmy a napolaj fényvédő faktorának segítségével megpróbálja blokkolni a napsugarakat, azonban ez jégkorszakot okoz. |       |                                 |                               |                      |                |
| 7 | 7     | See Jimmy Run                   | Jimmy száguld                 | 2002. október 14.    |                |
| 7 | 7     | Trading Faces                   | Csere                         | 2002. október 14.    |                |
| A tesiórai futóversenyen Jimmy utolsó lesz, ezért feltalál egy futócipőt, amivel villámgyorsan tud futni, de kicsúszik belőle az irányítás. / Jimmy feltalált valamit, amivel Cindy gondolatában tud olvasni, de egy villám hatására Jimmy és Cindy testet cserélnek. |       |                                 |                               |                      |                |
| 8 | 8     | The Phantom of Retroland        | Retroland fantomja            | 2002. október 25.    |                |
| 8 | 8     | My Son, the Hamster             | A fiam egy hörcsög            | 2002. október 25.    |                |
| Nick mesél egy történetet Retroland fantomjáról. Jimmy szerint nem létezik, ezért éjszaka kiszöknek Retrolandbe, hogy bebizonyítsa. / Jimmy épít egy teleportáló gépet, amivel egyik helyről a másikra kerülhet. Amikor épp tesztelni akarta volna, Carl új hörcsöge bemászik a másik teleportálóba és kereszteződnek, így Jimmy feje egy hörcsög testén, a hörcsög fején pedig Jimmy teste lett. |       |                                 |                               |                      |                |
| 9 | 9     | Hall Monster                    | Rettegett folyosóügyeletes    | 2002. november 1.    |                |
| 9 | 9     | Hypno Birthday to You           | Hypno szülinapot!             | 2002. november 1.    |                |
| Új folyosóügyeletes kellett a suliba és Jimmy lett a kiválasztott. Először nem örül neki, de amikor megtudta, hogy bármikor rászólhat bárkire, örül neki, és a fejébe száll a hatalom. / Jimmynek szüksége lenne egy kémia vegyszerekkel teli modellre, de a szülinapja 3 hónap múlva lesz. Jimmy hipnotizálja a szüleit, hogy azt higgyék, mindennap Jimmy szülinapja van, de egy idő után unalmassá válik. |       |                                 |                               |                      |                |
| 10 | 10    | Krunch Time                     | Cukor mizéria                 | 2002. november 15.   |                |
| 10 | 10    | Substitute Creature             | Növénymutánsok                | 2002. november 15.   |                |
| Carl nem tud választani milyen ízű cukorkát egyen, ezért Jimmy feltalál egy minden ízű cukorkát. A cukorkáért mindenki odavan és mindent megtesznek, hogy egyenek belőle egy újabb szemet. / Jimmy az iskolai növénybemutatóra egy 64 millió éves spenótot hoz be, amit ő kísérletezett ki. A növény magokat lő ki a tanárnő hasába, ezért óriási zöld növénnyé változik. |       |                                 |                               |                      |                |
| 11 | 11    | Safety First                    | Fő a biztonság                | 2002. november 24.   |                |
| 11 | 11    | Crime Sheen Investigation       | Sheen nyomoz                  | 2002. november 24.   |                |
| Jimmyt elverik az iskolában, ezért feltalál 2 kicsi droidot, hogy védelmezzék őt, viszont nem úgy sikerül, ahogy azt szeretné. A droidok túl komolyan veszik a feladatot és mindenkitől meg akarják védeni. / Sheen Ultra Lord figurája eltűnik a fa alól, ezért Jimmyvel és Carl-al együtt nyomoznak, hogy ki lophatta el. |       |                                 |                               |                      |                |
| 12 | 12    | Professor Calamitous, I Presume | Egy régi tanítvány            | 2003. január 31.     |                |
| 12 | 12    | Journey to the Center of Carl   | Utazás Carl középpontja felé  | 2003. január 31.     |                |
| Carl talált egy félig elfogyasztott eperzselés fánkot, aminek harapásnyoma megegyezik Miss Fowl volt tanítványáéval, Gyászos Finbarével, aki aznap délelőtt ellopta Goddardot. / Jimmy feltalál egy betegségtapaszt, amitől betegnek fog tűnni. Azonban hamarosan felszívódnak a betegségtapaszok, ezért Jimmyék összezsugorodnak, hogy kiírtsák a baktériumokat Carlból. |       |                                 |                               |                      |                |
| 13 | 13    | Sleepless in Retroville         | Fáradhatatlanok               | 2003. február 17.    |                |
| 13 | 13    | Ultra Sheen                     | Ultra Sheen                   | 2003. február 17.    |                |
| Carl és Sheen átmennek Jimmyhez pizsamapartira. Jimmy épít az alkalomból egy gépet, aminek segítségével ehetnek pizzát, párnacsatázhatnak és rémtörténeteket is hallgathatnak. Carl éjszaka megnyomja az összes gombot, így létrejön egy pizzaszörnyeteg. / Jimmy épít egy játékpiramist, aminek segítségével a kedvenc játéka szereplőjévé válhat. Sheen természetesen a kedvenc Ultra Lordos játékában szeretne szerepelni. |       |                                 |                               |                      |                |
| 14 | 14    | Party at Neutron's              | Neutronéknál buli van         | 2003. március 14.    |                |
| 14 | 14    | Broadcast Blues                 | Harc a show-ért               | 2003. március 14.    |                |
| Jimmy szülei elmennek estére és addig Jimmy szervez egy bulit. / Az országos TV-ben egy iskolai műsort fognak adni. Jimmy egy tudományos műsort ad elő, míg Cindy és Libby egy táncos műsort rendeznek. |       |                                 |                               |                      |                |
| 15-16 | 15-16 | The Eggpire Strikes Back        | A borzalom visszavág          | 2003. április 25.    |                |
| A Yolkiaiak (Akik a Jimmy Neutron filmben is szerepeltek) visszatérnek a földre, állításuk szerint békés szándékkal, mindenkinek ajándékot hozva. Jimmy nem hisz nekik, ráadásul az ő otthonába is beférkőznek. Gubbot király azt ígérte Cindynek, hogyha elárulja, hogy lehet bejutni Jimmy laborjába, akkor Cindynek is építenek egyet. Elmegy Carlhoz és Sheenhez, akik elárulják (Cindy elcsábítja őket egy atomikus csokibombával), így Jimmy hajszálával Gubbot király a DNS regenerátor segítségével akarja Pultrát újraéleszteni. Eközben egy bulit szerveznek az embereknek, akik nem is sejtik, mi történik a háttérben. |       |                                 |                               |                      |                |
| 17 | 17    | Maximum Hugh                    | Szuper Hugh                   | 2003. május 27.      |                |
| 17 | 17    | Aaughh!! Wilderness!!           | A természet lágy ölén         | 2003. május 27.      |                |
| Az iskolában egy gyerek-szülő piknikversenyt rendeznek, amin Jimmy nem meri elindítani az apját, mert veszítenének, ezért Jimmy csal és feltalál egy elektronikus fejpántot, amivel az apja ügyesebb lesz. / Jimmyék kempingezni mennek, ahova Jimmy magával hozza a kempingező szettjét és egy holografikus inasát. |       |                                 |                               |                      |                |
| 18 | 18    | Make Room for Daddy-O           | Hagyjuk érvényesülni a papát! | 2003. június 6.      |                |
| Jimmy égőnek érzi az apját, amikor az apák napi iskolai rendezvényen a kacsa dalt kell közösen elénekelniük, ezért feltalál valamit, amivel menőbbé teszi őt. A Candy Barba motorral érkezik, illetve egy dalt is előad, de ezzel együtt elhanyagolja a családját. |       |                                 |                               |                      |                |
| 19 | 19    | Love Potion #976/J              | 976/J-számú bájital           | 2004. február 13.    |                |
| Jimmy feltalál egy szerelmi bájitalt, melynek hatására egy fiú beleszeret abba a lányba, akit elsőre meglát. Miután Carl véletlenül kinyitotta a szellőzőnyílást, és Jimmyék megérezték a bájitalt, Jimmy Cindy-be, Sheen Libby-be, Carl pedig Jimmy anyukájába lesz szerelmes. Jimmy megpróbálja elhívni Cindyt a laborjába, Sheen hercegnőként bánik Libbyvel, Carl pedig megpróbálja Mr. Neutront kiírni a képből. |       |                                 |                               |                      |                |
| 20 | 20    | Holly Jolly Jimmy               | Hull a pelyhes Jimmy          | 2003. december 8.    |                |
| Jimmy nem hisz a Mikulásban, ezért az Északi-sarkra megy bizonyítékot keresni a Mikulás létezésére. Amikor betérnek a játékgyárba, egy baleset folytán Jimmy megzavarja a Mikulás atomjait, ezért nekik kell kiszállítani az ajándékokat. Eközben Hugh Neutron egy új ünnepet talál ki, a Sütácsonyt. |       |                                 |                               |                      |                |

## 2. évad
| # | #     | Eredeti cím                  | Magyar cím                        | Eredeti premier      | Magyar premier         |
| --- | ----- | ---------------------------- | --------------------------------- | -------------------- | ---------------------- |
| 21 | 1     | A Beautiful Mine             | Mind az enyém                     | 2003. augusztus 1.   |                        |
| Éjszaka egy meteor zuhan le Cindyék házához, tele rubinttal. Jimmyék elmennek arra a bolygóra, hogy megtalálják a többit is, de 3 űrbandita bogár is a rubintokat akarja. |       |                              |                                   |                      |                        |
| 22 | 2     | Sorry, Wrong Era             | Hoppá, ez nem az a kor            | 2003. szeptember 5.  |                        |
| Jimmy feltalál egy kvantum visszajátszót, hogy megtréfálja Cindyéket. Amikor Mr. Neutron kézbe veszi a találmányt, visszaküldi Jimmyéket 200 millió évvel a múltba. |       |                              |                                   |                      |                        |
| 23-24 | 3-4   | Operation: Rescue Jet Fusion | Mentsük meg Ész Bondot hadművelet | 2003. október 13.    |                        |
| Jimmyék megnézik a legújabb Ész Bond filmet, majd nem sokkal utána Jimmyt arra kérik, hogy keressék meg Ész Bondot. Jimmyék elindulnak a tenger mélyébe, majd találkoznak Szédítő Meseszéppel, aki mint kiderült, Jimmy ősellenségének, Baljós Professzornak (Calamitus Professzor, Egy régi tanítvány c. rész) lánya, akinek ördögi terve, hogy elolvasztja a Mount Everestet. |       |                              |                                   |                      |                        |
| 25 | 5     | Beach Mummy Party            | Egyiptomi tengerparti parti       | 2003. szeptember 19. |                        |
| Mialatt az iskolában egy dokumentumfilmet néznek meg Egyiptomról, addig Jimmyék el is mennek oda, és felfedeznek egy elveszett sírt, valamint kiderül, hogy Libby Egyiptom királynőjének egyik leszármazottja. |       |                              |                                   |                      |                        |
| 26 | 6     | The Retroville 9             | Retroville 9                      | 2003. október 3.     |                        |
| 26 | 6     | Grumpy Young Men             | Koravén fiatalemberek             | 2003. október 3.     |                        |
| Jimmyék folyton veszítenek a baseball meccseken, ezért Jimmy feltalál egy szuper ütőt és egy labdakövető kesztyűt, így a világbajnokságra is kijutnak. / Jimmyék egy felnőtteknek való játékot akarnak megvenni, de nem adják el nekik, ezért Jimmy feltalál valamit, amivel hamarabb lehetnek idősebbek, viszont sokkal többet öregednek, mint ahogy azt eltervezték. |       |                              |                                   |                      |                        |
| 27 | 7     | Return of the Nanobots       | A nanorobotok visszatérése        | 2003. november 14.   |                        |
| Jimmy lejjebb vette a nanorobotok (Fő a biztonság c. részből) teljesítmény szintjeit, nehogy a korábbi incidens előforduljon, helyette az emberek "javítására" szolgáljanak. A droidok ismét kudarcot vallanak, és mindenkit ki akarnak javítani, míg végül mindenkit kitörölnek, kivéve Jimmyt és az apját. |       |                              |                                   |                      |                        |
| 28 | 8     | Nightmare in Retroville      | Rémálom Retroville-ben            | 2003. október 29.    |                        |
| Jimmy feltalál egy gépet, amivel valódi szörnyekké változhatnak. Carl vámpír, Sheen pedig farkasember lesz, viszont egy kis idő elteltével valódi szörnyként kezdenek el viselkedni. Eközben Jimmy apja, Hugh is betéved a laborba, és Frankeinsteinné változtatja magát. |       |                              |                                   |                      |                        |
| 29 | 9     | Monster Hunt                 | Szörnyvadászat                    | 2003. november 11.   |                        |
| 29 | 9     | Jimmy for President          | Jimmy legyen az elnök             | 2003. november 11.   |                        |
| Miss Fowl és Sam láttak egy tavi szörnyet. Jimmy nem hisz benne, ezért elmegy Carllal és Sheennel, hogy bebizonyítsák, a szörny nem létezik. Kiderül, hogy Jimmy apja odaönti a sugárzó kémiai hulladékot, és emiatt Carl teknőse mutánssá változik. / Diákelnök választás lesz az iskolában. Jimmy, Sheen, Libby és Bolby (új diák) indulnak. Mind a négyen Carllal akarják megjelöltetni magukat, de Carl nem tud dönteni. |       |                              |                                   |                      |                        |
| 30 | 10    | Sheen's Brain                | Sheen agya                        | 2004. március 8.     |                        |
| Sheen megint egyesre írta meg a dolgozatát, ha a következő is egyes lesz, Miss Fowl megbuktatja őt. Jimmyék megpróbálják korrepetálni őt, de mindhiába, így hát Jimmy feltalál egy agynövelőt, amivel 5-ösre megírta a dolgozatát. Azonban túlságosan is okoskodó lesz, és uralkodni akar a világon. Sheen agya folyamatosan duzzad, és ha nem kicsinyítik le az agyát, a feje fel fog robbanni. |       |                              |                                   |                      |                        |
| 31-32 | 11-12 | Jimmy Timmy Power Hour       | A Jimmy-Timmy ErőÓra              | 2004. május 7.       | Nem került bemutatásra |
| Az első Jimmy Neutron kalandjai és Tündéri keresztszülők crossover. Timmy átjut Jimmy világába, hogy egyik találmányát felhasználja a tudományos kiállításra. Emiatt Goddard véletlenül gonosszá válik, Timmy tanára, Mr. Crocker pedig Jimmy egyik találmányával eljut Tündérországba, a megállításuk érdekében pedig szövetkezniük kell. |       |                              |                                   |                      |                        |
| 33 | 13    | Maternotron Knows Best       | A mamapótló jobban tudja          | 2004. március 9.     |                        |
| 33 | 13    | Send in the Clones           | Majd a klónok                     | 2004. március 9.     |                        |
| Jimmy anyja kezdi unni hogy mindent ő csinál, ezért elmegy egy hétre nyaralni és Jimmyékre bízza a házi munkát. Jimmy feltalálja a mamapótlót, aki ugyan megcsinálja a házimunkát, de nagyon szigorú szabályai vannak. / A világtörténelem egyik legkülönlegesebb napján a Plútó együtt áll a Neptunusszal. Ezen a napon kristályok keletkeznek, melyekből a legfinomabb fagylaltok készülnek. Igen ám, csak Jimmy anyja egy listát adott arról, hogy mit kell délután csinálnia. Mivel nem akart lemaradni, ezért klónozta magát. 6 féle klónt gyártott: egy életvidámat, egy szomorút, egy romantikusat, egy komikusat, egy lazát és egy rosszat. A klónok elvégezték a munkát, csak mindenkit Jimmyre haragítottak a viselkedésükkel. |       |                              |                                   |                      |                        |
| 34 | 14    | The Great Egg Heist          | A nagy tojásrablás                | 2004. március 10.    |                        |
| 34 | 14    | The Feud                     | A gaz                             | 2004. március 10.    |                        |
| Jimmy összehív mindenkit, mivel egy hercegnő gonosz öccse ellopni készül egy tojást, amivel elpusztíthatja a világot. Jimmyék belopóznak éjjel a Retroville-i múzeumba, hogy megszerezzék a tojást a hölgy öccse elől. / Mr. Neutron azzal gyanúsítja Mr. Wheezert, hogy ellopta a metszőollóját, de ő tagadja, ezért a Neutronok és a Wheezerek ellenségek lesznek. Jimmy megpróbálja kibékíteni őket. |       |                              |                                   |                      |                        |
| 35 | 15    | Out, Darn Spotlight          | Ó, azok a fények!                 | 2004. március 11.    |                        |
| A suliban a Macbeth c. színdarabot adják elő. Jimmy benne szeretne lenni mindenképp, és bár a szerepet nem kapja meg, de ő lesz a látványtervező. Azonban még a kezdés előtt Nick egy gördeszkás balesetet szenved, ezért Jimmy ugrik be, Macbeth helyére. Érdekesség: Az epizódban Carl utal arra a színházi hiedelemre, miszerint ha kimondjuk Macbeth nevét, az balszerencsét hoz. |       |                              |                                   |                      |                        |
| 36 | 16    | The Junkman Cometh           | Ha eljön a kukásember             | 2004. március 12.    |                        |
| Ebben az epizódban ismét felbukkan Brobot (más néven Roböcsi), aki a Holdról hívja Jimmyéket, hogy az ufók megtámadták őt. Amint kiderült, ezt csak kitalálta, hogy idehívja Jimmyt. Továbbá kiderül, hogy itt járt a Kukásember és elvitte Brobot szüleit. Jimmy nem hisz neki, de a hazaút közben a hajóján landolnak. |       |                              |                                   |                      |                        |
| 37 | 17    | Foul Bull                    | A rodeó                           | 2004. március 26.    |                        |
| 37 | 17    | The Science Fair Affair      | A tudományos verseny              | 2004. március 26.    |                        |
| Az iskola a cirkuszba megy, ahol Jimmyék egy szép lányt látnak, akit Sallynek hívnak. Sheen beáll bohócnak, Carl disznógladiátornak, Jimmy pedig egy műbikán rodeózik. / Az idei tudományos versenyről kizárják Jimmyt, mivel túl okos ahhoz, hogy induljon a versenyen. Svédországból jön egy ember a Nobel bizottságtól, és átadja neki a Junior Nobel díjat egy olajgyártó gépért, de amikor Bolby sarat lő ki, az olajgyártó gép megőrül és beszippantja az igazgatóékat. |       |                              |                                   |                      |                        |
| 38 | 18    | Men at Work                  | A munka nem szégyen               | 2004. május 26.      |                        |
| Jimmy feltalál egy olyan gépet, amit arany hajt, de amikor lezuhannak, az arany elolvad. Jimmyék munkát keresnek, hogy aranyra tegyenek szert, méghozzá a McSpanky's étterembe (Az idő pénz c. részben utaltak rá). Carl hamburgert süt, Sheen navigál, Jimmy először a pénztárgépnél próbálkozott, de áthelyezték takarítónak, majd beöltözött hamburgernek. Éjszaka Jimmy átalakítja az éttermet egy elégedettségmérővel és egy nyelvscannerrel, ami megmutatja, mi a kedvenced. Viszont amikor Hugh egy Taco éttermet bálványoz, elpusztítja az éttermeket. |       |                              |                                   |                      |                        |
| 39 | 19    | The Mighty Wheezers          | Az egészség mindenek felett       | 2004. június 7.      |                        |
| 39 | 19    | Billion Dollar Boy           | A millió dolláros srác            | 2004. június 7.      |                        |
| Jimmy szülei elmennek a kacsafesztiválra, és addig Carlékra bízzák Jimmyt. Jimmynek nem tetszenek a Wheezerék szokásai (horkolás, allergia, fél 8-as lefekvés), ezért egy egészség kapszulat etet velük, így szuper család lesznek és még a legyőzhetetlen hegyre is fel akarnak mászni. / Jimmy legyőzi sárkányreptető versenyben Báró Joe-t, aki egy gazdag gyerek. Győzelme alkalmából elhívja Jimmyt és a barátait egy összejövetelre. Miután összekaptak, Joe egy robottal kihívja Goddardot egy csatára. |       |                              |                                   |                      |                        |
| 40-41 | 20-21 | Attack of the Twonkies       | A Twonkie-k támadása              | 2004. november 11.   |                        |
| Jimmy egy üstökösön találkozik egy óriási szörnnyel, miközben hord haza egy kis mintát. Kiderül, hogy a homokban egy kis lény, egy Twonkie volt, aki szült pár gyereket is, így mindenkinek jutott a suliban. Viszont később kiderül, hogy a Twonkie-k a dal hatására szörnnyé változnak, majd egyesülnek, és egy óriás szörnnyé válnak. |       |                              |                                   |                      |                        |

## 3. évad
| # | #     | Eredeti cím                                   | Magyar cím                                               | Eredeti premier    | Magyar premier     |
| --- | ----- | --------------------------------------------- | -------------------------------------------------------- | ------------------ | ------------------ |
| 42-43-44 | 1-2-3 | Win Lose and Kaboom!                          | Az intergalaktikus show                                  | 2004. július 9.    |                    |
| A Földre egy meteorit érkezik egy rejtvénnyel. Miután a katonaság elszállította, Jimmyék éjjel belopóznak, hogy megfejtsék a rejtvényt. Elrepülnek egy űrhajóra, ami egy vetélkedő, az Intergalaktikus Show helyszíne. Három másik fajjal kell vetélkedniük, különböző feladatokban: Az agyakkal, a kúpfejűekkel és a Gorlokokkal. Eközben Jimmyék házában ingyen kábel TV szolgáltatás lesz elérhető, amivel foghatóak a földönkívüli csatornák, köztük az Intergalaktikus Show is. A szülők Jimmy féreglyuk generátorával akarnak eljutni a vetélkedő helyszínére, egy véletlen elbotlásnak köszönhetően azonban csak Mr. Neutron jut el oda.                                                                                              |       |                                               |                                                          |                    |                    |
| 45 | 4     | The Tomorrow Boys                             | A jövő fiúk                                              | 2005. június 17.   |                    |
| Jimmyék betekintenek a jövőbe, Sheen híres modell lesz, Carl lámatenyésztő, Jimmy pedig rengeteg Nobel-díjat nyer. Miután elmennek a jövőbe, Libby egy ördögi uralkodó lesz, amint kiderült, a Jimmy által kapott megalomániumtól, ami véletlenül került az ajándékcsomagba. |       |                                               |                                                          |                    |                    |
| 46 | 5     | Fundemonium                                   | A találmány                                              | 2005. május 24.    |                    |
| Mr. Neutront kiteszik a munkahelyéről, ezért új állás után kell kutatnia. A játékkészítőkhöz felveszik őt, ehhez azonban Jimmy segítsége kell, hogy kifejlessze a játékokat. Időközben a nanorobotok egy babafejű tankba kerülnek, és megnövelik, majd elpusztítják a várost. |       |                                               |                                                          |                    |                    |
| 47 | 6     | Lights! Camera! Danger!                       | Felvétel! Csapó! Halál!                                  | 2004. november 27. |                    |
| Jimmyék pályáznak egy filmíró versenyre, majd Jimmy ötletét rendezik meg, azonban sok mindent nem megfelelő módon csinál, emiatt életveszélyes helyzeteket teremt. |       |                                               |                                                          |                    |                    |
| 48 | 7     | Who's Your Mommy?                             | Hol van a mamád?                                         | 2005. június 20.   |                    |
| 48 | 7     | Clash of the Cousins                          | Zseni a foltját                                          | 2005. június 20.   |                    |
| Carlra valami furcsa lila anyag ragad egy másik bolygóról, miután lejön róla, megduzzad a feneke és kiderül, hogy gyereket vár, aki egy földönkívüli ivadéka. / Amanda néni születésnapján Jimmy új ajándéka majdnem felrobban, ezért büntetést kap. A gyanúsított a rokonságból valaki, Carl és Sheen nyomokat szereznek, hogy azonosítsák őt. |       |                                               |                                                          |                    |                    |
| 49 | 8     | Stranded                                      | Hajótöröttek                                             | 2005. május 26.    |                    |
| Jimmy és Cindy azon veszekednek, hogy az Egyenlítő látható-e vagy sem, ezért elrepülnek oda. Egy baleset következtében beleesnek a vízbe, és egy lakatlan szigetre kerülnek. Eközben Carl, Sheen és Libby a repülővel lezuhannak az óceánba. |       |                                               |                                                          |                    |                    |
| 50 | 9     | Jimmy Goes to College                         | Jimmy egyetemre megy                                     | 2005. május 27.    |                    |
| Jimmyt felveszik az egyetemre, azonban lesz egy riválisa, Simmons, aki ki akarja őt rúgatni. Eközben Jimmy apja bolhákkal próbálja pótolni Jimmyt. |       |                                               |                                                          |                    |                    |
| 51 | 10    | The Incredible Shrinking Town                 | A zsugorodó város                                        | 2006. január 23.   |                    |
| Jimmy unja már hogy folyton cikizik, amiért kicsi, ezért meg akarja magát növeszteni, de véletlenül összezsugorítja az egész várost, ráadásul feltűnnek az űrbogarak. (Mind az enyém c. részből) |       |                                               |                                                          |                    |                    |
| 52 | 11    | Crouching Jimmy, Hidden Sheen                 | A kiválasztott és a tigris szeme                         | 2005. november 18. |                    |
| Libbyt elrabolják a ninják, mivel oda akarják csalogatni Sheent, hogy megvívjon Jujival, mivel ő akar a kiválasztott lenni. (lásd: Mentsük meg Ész Bondot hadművelet c. rész) |       |                                               |                                                          |                    |                    |
| 53 | 12    | One of Us                                     | Közülünk való                                            | 2006. január 24.   |                    |
| 53 | 12    | Vanishing Act                                 | Abraka-dabra                                             | 2006. január 24.   |                    |
| Mindenki egy új műsor, a Vidám Happy Show hatása alá kerül, amit Krumpli nagyi vezet, és tudat alatt mindenkit arra hipnotizál, hogy boldog legyen és jókedvű. / Jimmy rendez egy varázsműsort, hogy lenyűgözze Bettyt, viszont Cindy erősre állítja a varázsdobozt, ennek következtében egy másik univerzumba kerülnek. |       |                                               |                                                          |                    |                    |
| 54 | 13    | The Trouble with Clones                       | A klónokkal sok a baj                                    | 2006. január 25.   |                    |
| Jimmy ördögi klónja visszatér (Majd a klónok c. rész), és Jimmy megpróbálja jóvá varázsolni őt, azonban az ördögi klón kifog Jimmyn, így gonosz marad és ellopja Jimmy hipnosugarát, valamint lemásolja a Földet. |       |                                               |                                                          |                    |                    |
| 55 | 14    | The Evil Beneath                              | A vízalatti szörny                                       | 2006. január 26.   |                    |
| 55 | 14    | Carl Wheezer Boy Genius                       | Carl Wheezer, a zsenipalánta                             | 2006. január 26.   |                    |
| Jimmyék elmennek a tengerhez, hogy megnézzék, miért tűnnek el annyian. A tenger mélyén van egy őrült tudós és a hajója. / Carl barátnője (egy svéd e-mailező társ) eljön Retroville-be, és mivel Carl fél, hogy nem jönne be neki, Jimmynek adja ki magát, és elkéri tőle a laboratóriumát. Jimmy a segédje, Sheen pedig egy majomember, Carl elmesélése alapján. |       |                                               |                                                          |                    |                    |
| 56 | 15    | The N-Men                                     | Az N-csapat                                              | 2004. november 27. |                    |
| Jimmyék egy űrutazás után egy elektromos mezőbe kerülnek, és annak hatására szuperhősök lesznek. Jimmynek gyümölcshaja letsz és megnő ha feldühödik, Carl gigaböfögni tud, Sheen hipergyors lesz, Cindy szupererős lesz, Libby pedig láthatatlan tud lenni. Szuperhősök akarnak lenni, de sok helyen csak galibát okoznak. |       |                                               |                                                          |                    |                    |
| 57 | 16    | Who Framed Jimmy Neutron?                     | Ki keverte gyanúba Jimmy Neutront?                       | 2006. január 27.   |                    |
| 57 | 16    | Flippy                                        | Flippy                                                   | 2006. január 27.   |                    |
| Betörtek egy Retroville-i bankba, és elloptak egy kacsintó George Washington pénzérmét. A jelek arra utalnak, hogy Jimmy tehette ezt, de ő tagadja, hogy ő követte volna el a bűncselekmény. Mialatt keresik a valódi elkövetőt, Jimmyt bezárják. / Jimmy apja újraépíti Flippyt (A Twonkie-k támadása). Jimmy felszereli őt, hogy tudjon beszélni, de eközben kiszívja Mr. Neutron életenergiáját, és arra használja fel, hogy valódi báb lehessen. |       |                                               |                                                          |                    |                    |
| 58 | 17    | King of Mars                                  | A Mars királya                                           | 2006. november 25. |                    |
| Eustace visszatér (korábban Báró Joe volt a magyar neve, lásd: A millió dolláros srác), és az a terve, hogy elfoglalja a Marsot. |       |                                               |                                                          |                    |                    |
| 59 | 18    | El Magnifico                                  | El Magnifico                                             | 2006. november 25. |                    |
| 59 | 18    | Best in Show                                  | A Retroville-i állatshow                                 | 2006. november 25. |                    |
| Sheen apja azt szeretné, hogy fia jobban szeresse őt, mint Ultra Lordot, ezért Jimmyvel csináltat egy szuperhős ruhát, és Carlék veszélyeket okoznak, hogy El Magnifico megmentse az állatkertet. / Retroville-ben egy állatversenyt rendeznek, de Goddardot kizárják, mivel nem igazi kutya. Goddard utolsó elkeseredett lépésként "világgá megy", elhagyva otthonát és gazdáját. |       |                                               |                                                          |                    |                    |
| 60 | 19    | My Big Fat Spy Wedding                        | A nagy kémesküvő                                         | 2005. július 22.   |                    |
| Jet Fusion (korábbi magyar nevén Ész Bond) házasodni készül. Azonban a menyasszony nem más, mint korábbi ellensége, Meseszép Rémség (Szédítő Meseszép). |       |                                               |                                                          |                    |                    |
| 61 | 20    | How to Sink a Sub                             | A helyettes tanárok                                      | 2006. november 17. |                    |
| 61 | 20    | Lady Sings the News                           | A pletykakirálynő                                        | 2006. november 17. |                    |
| Jimmy elküldi a tanárokat az űrbe egy hétig, hogy bulizzanak nyugodtan a suliban. De nem sokáig, a szülők ugyanis eljönnek a suliba, hogy helyettesítsenek. Jimmy vegyszert kever a szülők italába, amitől hiperaktívak lesznek, és nem fognak tanítani. / Amikor Jimmyék fellövik a fejüket a híradósok testére, felkérik őket, hogy vezessék a kölyökhíradót. Jimmy és Cindy lesznek a hírolvasók, Carl az időjárás-jelentést, Sheen pedig a sporthíreket vezeti. Libby a "Pletykás" lesz. Libby túlságosan is komolyan veszi a szerepét és mindent elpletykál, kihallgat mindenkit. |       |                                               |                                                          |                    |                    |
| 62-63 | 21-22 | The League of Villains                        | A sötét oldal                                            | 2005. június 18.   |                    |
| Gubbot király összehívja Jimmy összes régi ellenfelét, hogy együtt közösen legyőzzék Jimmyt és fogságba ejtsék. Sheen is feltéved a hajóra, akik Carlnak próbálnak üzenni, miközben ő, Cindy és Libby elmennek megkeresni őt. Megjegyzés: Eredetileg ez a befejező része a sorozatnak. |       |                                               |                                                          |                    |                    |
| 64-65 | 23-24 | Jimmy Timmy Power Hour 2: When Nerds Collide! | Jimmy és Timmy nagy pillanatai 2: A két tökfej összevész | 2006. január 16.   | 2010. december 11. |
| A második Jimmy Neutron kalandjai és Tündéri keresztszülők crossover. Jimmy és Timmy azon versengenek, hogy kinek a péntek 13-i bulijára jöjjön el Cindy. Eközben Jimmy ősellensége, Calamitous professzor szövetkezik Anti-Cosmoval, és kiszabadítják az anti-tündéreket. |       |                                               |                                                          |                    |                    |
| 66-67 | 25-26 | Jimmy Timmy Power Hour 3: The Jerkinators!    | Jimmy és Timmy nagy pillanatai 3: Csínytevőpáros         | 2006. július 21.   | 2009. április 19.  |
| A harmadik Jimmy Neutron kalandjai és Tündéri keresztszülők crossover. Timmy unatkozik, ezért ismét elmegy Jimmy világába, hogy találkozzon Cindy-vel, ezzel ismét versengeni kezdenek. Ám kiderül, hogy Cindy elutazott, ezért Jimmy és Timmy összebarátkoznak, és létre akarnak hozni egy hatalmas gonoszt, akit legyőzhetnek. Közben ezzel elhanyagolják a többi barátjukat, akik egymással próbálnak barátkozni. Ám hamarosan a nem éppen gonosz gonosztevő elszabadul: megszerzi Jimmy agyát, valamint Cosmo és Wanda varázserejét, így a két világ lakóit a játékszereivé teszi, és elkezdi elpusztítani a két univerzumot. Jimmy és Timmy elindul megállítani a gonoszt, akit teremtettek, ám szükségük lesz barátaik segítségére is. |       |                                               |                                                          |                    |                    |